# Вилхелм (Северна марка)
Вилхелм (на немски: Wilhelm Markgraf der Nordmark; * пр. 1044, † 10 септември 1056, замък Призлава на Елба) от фамилията Халденслебен и Валбек на род Билунги, е от 1044 до 1056 г. граф на Халденслебен и от 1056 г. маркграф на Северната марка.

## Биография
Той е най-възрастният син на маркграф Бернхард II от Халденслебен († 1044/1051) и първата му съпруга, графиня фон Орламюнде. Брат му Конрад († 10 септември пр. 1056) става граф на Халденслебен.
Император Хайнрих III го изпраща, заедно с граф Дитрих I от Катленбург, против славяните лютичи. Те са победени и падат убити на 10 септември 1056 г. при замък Призлава (при Вербен на Елба). Император Хайнрих III дава маркграфството Северна марка, комитатите и фогтаите на Дом Халденслебен на Лотар Удо I. Това предизвиква недоволството на Ото, полубратът на Вилхелм, и се разгаря сериозен конфликт, в който той убит от Бруноните на 26 юни 1057 г., а също и противника му, графа на Брауншвайг, Бруно II.
Вилхелм умира бездетен, и с него умира родът Халденслебен.